# Tegnérsamfundet
Tegnérsamfundet är ett samfund som grundades i Lund 1946 för att "främja studiet av och kännedom om Esaias Tegnér samt hans tidevarv".

## Historia
Samfundet grundades den 2 november 1946, hundra år efter Esaias Tegnérs dödsdag. Initiativet kom från litteraturvetare i Lund, staden som Tegnér verkade i som professor i grekiska under den period då han skrev de flesta av sina kända dikter.

## Verksamhet
Tegnérsamfundet har främst varit verksamt med att ge ut en vetenskaplig utgåva av Tegnérs samlade skrifter, det vill säga dikter, brev och akademiska tal och skrifter. Breven gavs ut av Nils Palmborg i elva volymer 1953–1976. Dikterna gavs ut av Fredrik Böök, Åke K.G. Lundquist och Christina Svensson i sju volymer 1964–1996. De akademisk talen och skoltalen gavs ut av Ulla Törnquist 1982. Arbetet med att ge ut de kyrkliga talen pågår, den första volymen, redigerad av Barbro Wallgren Hemlin, kom ut 2017.
Samfundet är delaktiga vid den årliga utdelningen av Tegnérpriset.